# Castello di Montgilbert
Il castello di Montgilbert è una fortezza medievale in rovina situata nel comune di Ferrières-sur-Sichon, 25 km a sud-est di Vichy nel dipartimento di Allier in Francia.

## Storia
Venne costruito nel XIII secolo su una collinetta in uno dei meandri del Vareille. Un muro di cinta esterno, adattato al terreno, rafforzava la difesa a ovest e a sud, dalla parte in cui il pendio è meno scosceso e delimita un cortile basso in cui vivevano i servitori. Questo muro di cinta ha subito modifiche nel XV secolo per essere adattato alla nascente artiglieria: cannoniere, bastione con mura spesse per bloccare l'entrata di origine troppo esposta. Il muro di cinta alto, a pianta quadrata, è delimitato da torri dove è possibile ancora oggi osservare belle volte (Cappella). Al muro di cinta faceva da corona un cammino di ronda. Una porta dotata di saracinesca, incorniciata da due torri, dà accesso al cortile alto dove si trovavano gli alloggi dei signori con il salone dei ricevimenti, le dipendenze con la cucina e il suo grande camino, oltre ai numerosi magazzini: cisterna per l'acqua, silo per il grano e cantine sotto gli alloggi con la loro bella scalinata d'accesso. Una galleria coperta costeggiava gli edifici dalla parte del cortile alto.
Punto-chiave tra l'Alvernia, il Forez e il Borbonese, Montgilbert viene costruito dalla famiglia Saint-Gérand, verso il 1250, sotto il regno di Luigi IX. Verso il 1280, viene acquistato dalla famiglia Aycelin, ricchi borghesi alverniati, divenuti nobili successivamente. Per legame matrimoniale, il castello passa alla famiglia de Vienne. Ma dal 1434 al 1439, durante la Guerra dei cent'anni, viene confiscato da Rodrigo di Villandrando, mercenario spagnolo al soldo del re Carlo VII. In questo periodo, vengono effettuate importanti modifiche (bastione, muro di cinta esterno).
Nel corso del Rinascimento, Montgilbert diventa sempre meno luogo di residenza dei proprietari, i Saulx-Tavannes. Le guerre di religione insaguinano il Paese, e il Borbonese è definitivamente ricongiunto alla Francia.
Sotto Luigi XIV (1654, 1715), i proprietari abitano a corte. Alcune parti del castello sono abbandonate, e inizia la sua rovina.
Verso il 1770, l'ultimo erede, Gian Battista Bravard d'Eyssat Duprat, torna a Montgilbert con la madre che, per obbligarlo a lasciare questo castello ormai passato di moda, fa smontare il tetto.
Nel 1793, è venduto come bene nazionale.
Nel XIX secolo, funge da cava di pietre per gli abitanti dei dintorni, accelerando così la sua rovina.
A partire dal XVI secolo, questi edifici vengono modificati al fine di renderli più confortevoli: apertura di nuove finestre, rampa d'accesso per la postierla.
Successivamente il castello comincia a versare in stato di abbandono, alcune sale restano inutilizzate, parte delle finestre sono murate, fino al totale abbandono nel XVIII secolo.
Il castello di Montgilbert è stato iscritto nell'inventario supplementare dei monumenti storici l'11 ottobre 1930.
È stata creata un'associazione di salvaguardia del sito nel 1974 dopo i primi lavori effettuati nel 1973. Questa associazione è sempre attiva e organizza ogni anno dei cantieri di giovani volontari. Questa associazione è affiliata all'Union Rempart.